# Margot Moles
Margot Moles Piña (Tarrasa, 12 de octubre de 1910-Madrid,19 de agosto de 1987) fue una multideportista española que practicaba hockey (como jugadora y capitana del Atlético de Madrid), natación, esquí y pionera en los inicios del atletismo femenino español. Consiguió sus mayores logros en el lanzamiento de disco. En 1936 Moles se convirtió en la primera campeona de España de esquí en competición oficial. Ella y su hermana Lucinda fueron las primeras mujeres españolas en practicar atletismo de forma profesional. Moles junto a Ernestina Maenza fueron las primeras españolas en participar en los Juegos Olímpicos de Invierno de Garmisch-Partenkirchen en 1936.
Durante la Segunda República española trabajó como profesora en un colegio progresista hasta la derrota en guerra civil, que la obligó a retirarse de su trabajo y dedicarse a bordar ropa, ya que el centro se convirtió en religioso y apartaron a las mujeres del deporte. Tanto la vida como la carrera deportiva de Moles, que sufrió las consecuencias de su apoyo a la defensa de la República, quedaron truncadas por el régimen franquista que la condenó al ostracismo social además de eliminar su brillante historial deportivo.

## Biografía

### Familia
Creció en el seno de una familia relevante de la burguesía catalana. Su madre, Carolina Piña Rubíes descendía de una familia asentada en Barcelona tras hacer fortuna en Cuba. Su padre, Pedro Moles Ormella —maestro y licenciado en Filosofía y Letras— fue hermano del político Juan Moles Ormella, ministro de la Gobernación al estallar la Guerra Civil, de Enrique Moles, farmacéutico, químico y físico español, considerado el químico más relevante de la ciencia española anterior a la Guerra Civil; y Odón, afamado médico que llegó a dirigir un centro psiquiátrico.
El padre ejerció desde muy joven el magisterio y siguiendo un nuevo modelo educativo impartió clases primero en el colegio Mont d'Or de Tarrasa durante una década, época en la que nacieron sus hijos: Carlos y Lucinda, y Margot la pequeña, los tres deportistas.
En 1917 Pedro Moles emigró con su familia a Madrid para impartir clases en varias instituciones progresistas de la capital y decidió que sus hijos se formaran en estos valores. Los tres hermanos estudiaron en el Instituto-Escuela, creado por la Institución Libre de Enseñanza donde además de formarse académicamente, lo hicieron físicamente desarrollando nuevas especialidades deportivas como el esquí o el atletismo impulsadas por el entonces profesor de deportes Manuel Robles.
Años más tarde tanto ella como su hermana Lucinda, siendo ya campeonas de atletismo, ejercieron como profesoras de deporte en el Instituto-Escuela aunque tras la guerra civil se les impidió continuar en el ejercicio de la docencia. Durante la Segunda República Española trabajó como profesora de gimnasia y deporte hasta el golpe de Estado en España de julio de 1936 y la posterior guerra civil española. Tuvo que retirarse de su trabajo ya que el centro se convirtió en religioso y apartaron a las mujeres del deporte al tiempo que su marido era fusilado en 1942 por su condición de militar republicano durante la guerra civil.

### Trayectoria deportiva
En 1928 se inició en los deportes de invierno formando parte de la Sociedad Peñalara (en la actualidad Real Sociedad Española de Alpinismo Peñalara). En esta época con un grupo de jóvenes amantes de la naturaleza y la montaña decidieron montar un club origen del que fue en 1930 el Club Canoe. Pronto empezó a ganar carreras sociales lo que provocó que empezara a entrenar con los esquiadores masculinos más experimentados.
Además del atletismo, practicó numerosas aficiones: baloncesto, tenis, conducción de motocicletas y equitación. En abril de 1930 el periodista Ángel Cruz y Martín uno de los impulsores del deporte femenino publicó un gran reportaje sobre ella en la revista Crónica.
En 1931, se celebró el primer Campeonato de España de atletismo femenino en Madrid y Moles representó a Castilla logrando el título de campeona de lanzamiento de disco y alcanzando el subcampeonato de peso y jabalina.

#### Lanzamiento de martillo
El 19 de julio de 1932 logró la mejor marca mundial de martillo, lanzándolo hasta los 22,85 metros. La marca permaneció imbatida a nivel mundial durante 43 años, hasta 1975. En España lo estuvo hasta 1988.
También en 1932 participó en el segundo Campeonato, esta vez celebrado en Barcelona y volvió a ser campeona tanto en disco como en peso, fue subcampeona de jabalina y logró el bronce en 80 metros vallas.
A pesar de que el lanzamiento de martillo no fue reconocido por IAAF como disciplina deportiva femenina hasta 1995, algunas de las marcas que realizaron las lanzadoras españolas quedaron registradas y fueron reconocidas como válidas.

#### Lanzamiento de disco
Entre 1929 y 1934 batió en cinco ocasiones el récord de España de lanzamiento de disco. Su último récord de España (35,84 m), conseguido el 20 de abril de 1934 se mantuvo durante 30 años hasta que fue batido en septiembre de 1964. Anteriormente, había realizado una marca de 35,02 en los V Juegos Universitarios Internacionales de Turín de 1933 (precursores de lo que a partir de 1959 serían las Universiadas) pero no fue homologada por diferencias entre federaciones españolas.
En 1937 participó en la Olimpiada Popular de Amberes ocupando el tercer puesto en lanzamiento de disco, siendo superada únicamente por tres atletas rusas.

#### Natación y otros deportes
En 1930, Moles participó en la fundación de la Asociación Deportiva Canoë Club, posteriormente Canoe Natación Club y conocido en la actualidad como Real Canoe Natación Club. Lucinda, su hermana, y Manuel Pina, aparecen como vocales en la primera junta directiva.
Además de ser campeona atlética y de esquí, en 1933 comenzó a destacar en pruebas náuticas y hockey. Tras la marcha de su hermana Lucinda Moles a Estados Unidos al lograr una beca en Wellesley (1933-1934), ocupó el puesto de profesora de Juegos y Deportes en el Instituto-Escuela. Unos después participó en Turín en los Juegos Mundiales Universitarios donde logró elevar el récord mundial universitario del lanzamiento de disco. A su regreso, a pesar de los problemas de homologación recibió numerosos homenajes.
En 1934 y 1935 en hockey, su equipo, el Athletic Club de Madrid, donde jugaba como defensa central y era la capitana, fue ambos años campeón de España, marcando Moles algunos goles decisivos para las victorias.
En esquí, en 1936 se convirtió en la primera campeona de España de esquí en competición oficial ya que hasta entonces se habían celebrado competiciones nacionales oficiosas que también había ganado.
También logró el tercer campeonato de hockey venciendo en una final que tuvo que repetirse en tres ocasiones donde fue la jugadora más destacada.
Junto a Ernestina Maenza fueron las primeras españolas en participar en los Juegos Olímpicos de Invierno. Lo hicieron en los Juegos Olímpicos de Garmisch-Partenkirchen 1936. Tenía 26 años. Representó a España en la prueba combinada compuesta por descenso y slalom.
Tras la guerra civil, quedó inhabilitada para la competición por motivos políticos. En 1939, la ordenación deportiva femenina del franquismo prohibió el atletismo a las mujeres con el argumento de que las masculinizaba. Solo permitió algunas modalidades como el hockey, el baloncesto, el tenis o la natación.

### Defensora de la República
Durante la guerra civil al igual que durante toda su vida Moles se mantuvo a favor de la República. Compitió en mítines a favor de los obreros y formó parte del Consejo Nacional de Educación Física impulsado por el gobierno provisional a la vez que siguió dando clases. También se implicó en labores sociales poniendo a disposición del gobierno las aulas del Instituto-Escuela para crear un parvulario de niños víctimas de la guerra. Semanas antes del golpe de Estado estaba dando clases a 500 jóvenes en plena calle.

#### A favor de la igualdad
En 1932, se mostró a favor de la República y defendió el divorcio. En relación con las mujeres, en una entrevista realizada por el periodista Luis Meléndez en Barcelona dijo:
"Nosotras no creemos en la superioridad del sexo masculino. Creo que hay un atraso formidable de muchos siglos que ha cohibido y ha mermado nuestro espíritu, pero la historia está llena de ejemplos que apoyan la tesis de que la mujer está dotada de los elementos raciales suficientes para ocupar en la vida un papel igual al del hombre".

## Vida personal
En 1928, cuando empezó a esquiar en la sierra de Peñalara al inicio de su carrera deportiva conoció al esquiador Manuel Pina Picazo con quien inició una relación sentimental y la vez deportiva siendo ambos pareja de competición durante toda su vida. Contrajeron matrimonio el 20 de abril de 1934 convirtiéndose en lo que algún medio denominó "la boda de los campeones". Manuel Pina además de destacado deportista fue un combatiente republicano en la guerra civil donde llegó a ostentar el grado de teniente de Infantería del Ejército de Tierra.
En 1939, tuvieron una hija, Lucinda, a la que llamaban "Luli". Margot decidió quedarse en Madrid mientras sus padres y su hermano Carlos se exiliaron a México en el barco Sinaia y posteriormente se trasladó a Estados Unidos donde residía su hermana Lucinda. Manuel Pina fue fusilado el 17 de enero de 1942. La deportista tuvo autorización para recoger el cadáver y sobrevivió con su hija confeccionando trajes de punto y jerséis. Más tarde, logró un convenio con el Institute for Girls in Spain alquilando habitaciones para que su casa fuera un centro de intercambio para estudiantes norteamericanas.
En 1981, fue operada de un cáncer de mama. Se recuperó pero volvió a recaer. Murió en Madrid el 19 de agosto de 1987.

## Premios y reconocimientos
- En 1936 poco antes del golpe de Estado en España de julio de 1936 y la posterior guerra civil española la Federación Española organizó un homenaje a Margot Moles y Manuel Pina reconociéndolos como los dos mejores deportistas del esquí nacional.[7]
- En 1981 participó en un homenaje realizado por el club de atletismo femenino A.F.A a las pioneras del deporte español.
- En 2018 el Ayuntamiento de Madrid, en el distrito de Vicálvaro, reconoció la labor de Margot Moles y de otra deportista republicana como Faustina Valladolid dando sus nombres a dos polideportivos, tratando, también, de visibilizar a las mujeres en el deporte y en especial a las deportistas silenciadas.[24]
- En julio de 2018 la Asociación “Herstóricas. Historia, Mujeres y Género” y el Colectivo “Autoras de Cómic” creó un proyecto de carácter cultural y educativo para visibilizar la aportación histórica de las mujeres en la sociedad y reflexionar sobre su ausencia consistente en un juego de cartas. Una de estas cartas está dedicada a Moles.[25][26]